# Qualibou
Qualibou, även kallad Soufrière Volcanic Centre, är en kaldera i distriktet Soufrièrepå ön Saint Lucia i Västindien.Kalderan har en storlek på 3,5 x 5 kilometer antas ha uppkommit vid en händelse för 32000–39000 år sedan, då även det tuff-lag som täcker öns sydvästra del, bildades. 
Både tidigare och senare geologiska händelser har satt spår i området. Pitonerna är två vulkaniska pluggar, som bildades för 200000–300000 år sedan. Sedan 2004 är de uppförda på Unescos lista över världsarv. Av senare datum är de lavadomer som bildats på kalderans botten.
Den senaste dramatiska händelsen var ett så kallat freatiskt utbrott år 1766, då hastigt förångat grundvatten hade explosiv verkan och spred lava och vulkanisk aska över ett stort område.
Sulphur Springs är ett område med geotermisk aktivitet nära kalderans mittpunkt.